# Schlehenbrand

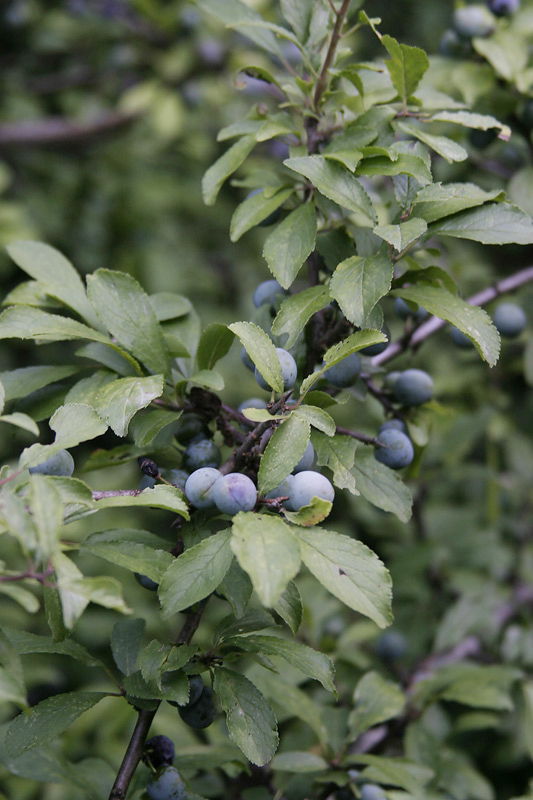
Schlehe (Prunus spinosa)

Der Schlehenbrand ist eine aus den Früchten des Schlehdorns (Prunus spinosa) hergestellte Edelbrand-Spezialität mit einer kirschig-pflaumigen Fruchtnote.
Da die kleinen Früchte der Schlehe einen niedrigen Fruchtzuckergehalt aufweisen, ist die Ausbeute sehr gering. Aus 100 kg Maische erhält man nur zwischen 2 und 3 Liter Edelbrand, dementsprechend hoch ist auch der Preis. Die Früchte, die einzeln an struppigen Sträuchern wachsen, müssen mühsam mit der Hand geerntet werden.
Bevor der erste Frost einsetzt, enthalten die Früchte der Schlehe einen sehr hohen Gehalt an Bitterstoffen. Deswegen erfolgt die aufwändige Ernte erst danach, was die Arbeit weiter erschwert.
Schlehenbrand wird vom Edelbrandkenner als ein „geschmackliches Kleinod“ bezeichnet und gilt in diesen Kreisen als eine kostbare Rarität. Er wird vor allem im Winter genossen.